# سيلفستر بلت
سيلفستر بلت (من مواليد 26 نوفمبر 1997) هو مغني وكاتب أغاني ليتواني معروف فنياً بإسم سيلفستر بيلت، مثل ليتوانيا في مسابقة الأغنية الأوروبية 2024 بأغنية "Luktelk". تنافس في الدور نصف النهائي الأول حيث احتل المركز الرابع من أصل 15 برصيد 119 نقطة، وتأهل إلى النهائي حيث احتل المركز 14 من أصل 25 برصيد 90 نقطة.
أصدر العديد من المشاركين، بما في ذلك سيلفستر بيلت، في 29 مارس 2024 بيانًا مشتركًا يدعو إلى "وقف فوري ودائم لإطلاق النار" في غزة، فضلاً عن "العودة الآمنة لجميع الرهائن" على خلفية حرب الإسرائيلية على غزة.